# Kristen Wiig
Kristen Carroll Wiig (Canandaigua, 22 augustus 1973) is een Amerikaans actrice en comédienne. Ze werd in 2012 samen met Annie Mumolo genomineerd voor zowel een Oscar als een BAFTA Award voor het schrijven van de filmkomedie Bridesmaids en voor een Golden Globe voor haar hoofdrol daarin. Ze werd in zowel 2009, 2010, 2011, 2012 als 2013 genomineerd voor een Primetime Emmy Award voor haar aandeel in het komische sketchprogramma Saturday Night Live.
Wiig diende tijdens haar eerste verschijning voor de camera's nog als figurant, in de film Melvin Goes to Dinner. Datzelfde jaar werd ze echter ook uitverkoren voor een heuse terugkerende rol als dokter Patricia 'The Quack' Lane in de komische realityserie The Joe Schmo Show, waarin Matt Kennedy Gould als enige persoon niet weet dat hij wordt opgenomen en dat iedereen in zijn omgeving een acteur is die een rol speelt.
Nadat Wiig in 2005 tot het ensemble van Saturday Night Live was toegetreden, groeide het aantal filmrollen op haar cv gestaag. Verschillende keren betrof het films waarin mede- of voormalige spelers uit Saturday Night Live een hoofdrol hadden, zoals Knocked Up (met Seth Rogen) en Semi-Pro (met Will Ferrell).
Wiig trouwde in 2005 met acteur Hayes Hargrove, maar hun huwelijk strandde in 2009. Ze trouwde in 2021 opnieuw, nu met acteur Avi Rothman. De twee werden in januari 2020 ouders van een tweeling.